# Serling
Serling (románul: Măgurele) falu Romániában, Erdélyben, Beszterce-Naszód megyében.

## Fekvése
Nagysajótól nyugatra, a Sajó jobb parti úton fekvő település.

## Története
Serling nevét 1319-ben említette először oklevél Serleng néven, mint a Kacsics nemzetség birtokát (Gy 2: 86), mely utóbb a sajói uradalom tartozéka lett.
További névváltozatai: 1440-ben Serlingh (Bánffy I. 632), 1587-ben Serlingh, 1733-ban Sirling, 1750-ben Sirlin, 1760–1762 között Serling, 1808-ban Serling h., Scherling g, 1888-ban Serling (Sirlingu), 1913-ban Serling.
A trianoni békeszerződés előtt Beszterce-Naszód vármegye Besenyői járásához tartozott. 1910-ben 344 lakosából 18 németnek, 322 románnak vallotta magát. Ebből 318 görögkatolikus, 8 görögkeleti ortodox, 18 izraelita volt.

## Források

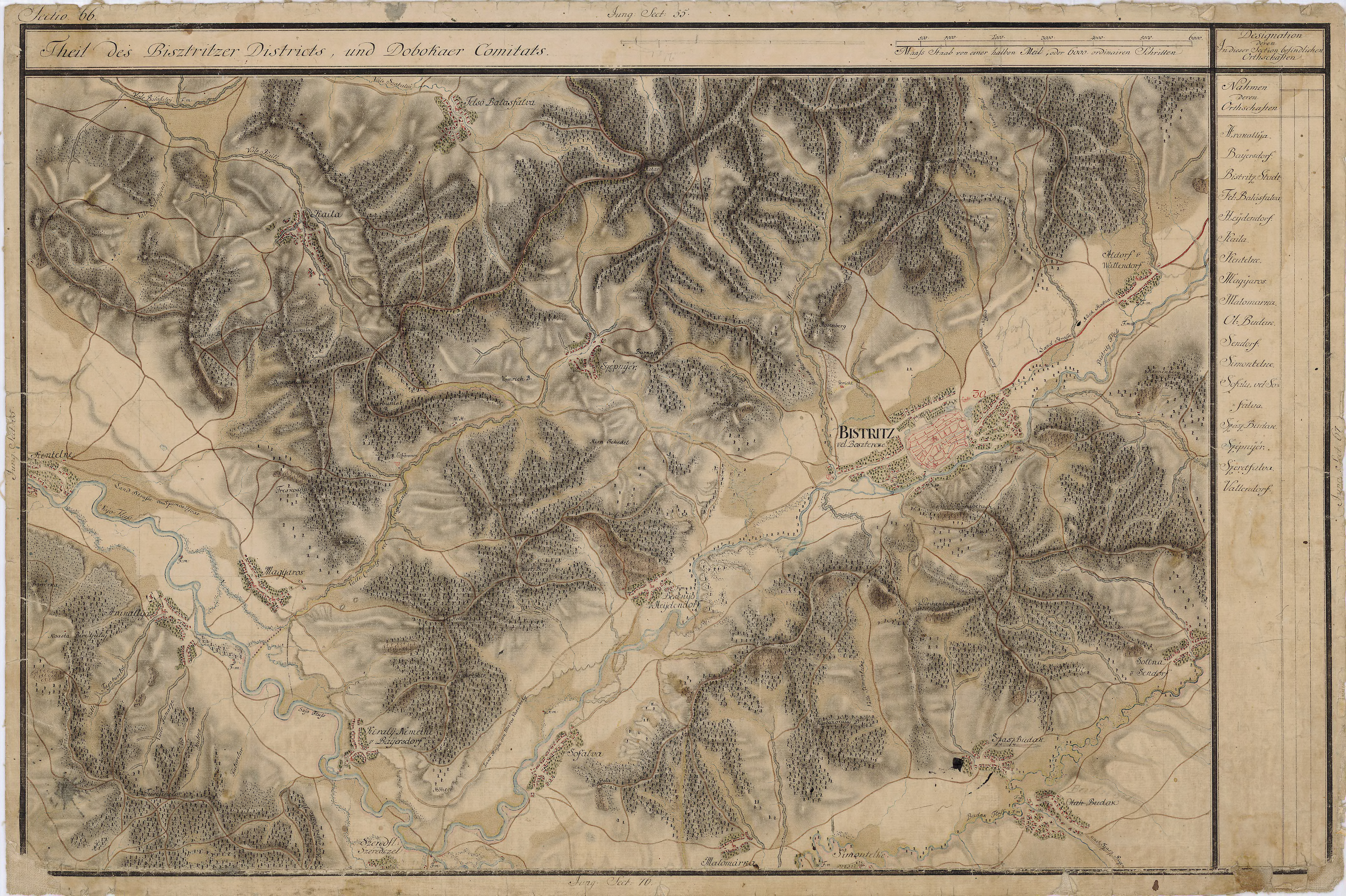
Serling és környéke egy régi térképen